# Zoë Chao
Pour les articles homonymes, voir Chao.
Zoë Chao, née le 19 septembre 1985 à Providence (Rhode Island), est une actrice et scénariste américaine. En 2020, elle incarne l'un des rôles principaux de la série Love Life aux côtés d'Anna Kendrick.

## Biographie
Zoë Chao est née à Providence, dans le Rhode Island. Sa mère a des racines irlandaises et anglaises, et son père est un américain d'origine chinoise de deuxième génération. 

## Filmographie

### Cinéma
- 2006 : My Girlfriend's Abroad
- 2014 : The God Particles : Rue
- 2015 : Dirty Beautiful : Jamie
- 2019 : Bernadette a disparu : Soo-Lin
- 2020 : Downhill : Rosie
- 2020 : I Used to Go Here : Laura
- 2020 : La Voix du succès : Katie
- 2023 : Toi chez moi, et vice-versa : Minka
- 2025 : La Guerre des Rose (The Roses) de Jay Roach

### Télévision
- 2011 : The Protector : BAO House Girl (épisode: "Beef")
- 2012 : Hart of Dixie : Dr. Lee (épisode: "Disaster Drills & Departures")
- 2014 : God Particles : Rue (4 épisodes)
- 2014 : The Comeback : Shayna (4 épisodes)
- 2015 : Nicky, Ricky, Dicky & Dawn : Mlle Nakamura (épisode: "Sweet Foot Rides")
- 2016 : Rizzoli and Isles : Mimi Tanaka (épisode: "A Shot in the Dark")
- 2016 : That's What She Said
- 2017–2018 : Strangers : Isobel[4]
- 2019 : The OA : Mo (2 épisodes)
- 2019 : Living with Yourself : Kaylyn
- depuis 2020 : Love Life : Sara Yang
- 2021 : Modern Love : Zoe (Saison 2, épisode 2)
- 2022 : The Afterparty :  Zoe (8 épisodes)
- 2022 : Senior Year : Tiffany Blanchette
- 2023 : Party Down : Lucy
- 2024 : Creature Commandos : Nina Mazursky (voix)